# 完了検査申請
完了検査申請（かんりょうけんさしんせい）とは、建築基準法（以下、「法」という）7条、7条の2に規定されている手続きである。
申請先は特定行政庁（建築主事）又は指定確認検査機関である。

## 完了検査の手続き
完了検査における手続きは以下のような流れとなる。
まず検査の予約が必要である。希望の検査日時で検査が行えるか、事前に建築主事または指定確認検査機関と調整が必要である。
検査日が決定したら、完了検査申請書に必要事項を記入し、委任状を添付して建築主事又は指定確認検査機関に提出する（建築主事に提出する場合は、工事が完了してから当該完了日から4日以内に提出する必要がある。指定確認検査機関に提出する場合は、工事完了日から4日が経過するまでに提出すればよく、工事完了前でも提出することができる）。
なお当該申請者4面は、"工事監理の状況"（工事監理の方法や工事監理の結果等が記載されている工事監理者の申告紙面）となっており、検査における特に重要な紙面である。
また、工事施工写真や各種試験資料の提出が必要な場合もある。
申請受理後は、検査予定日に検査員が現場検査を行う。
現場検査は、所定の期日までに行われなければならない（建築主事に申請される場合は、申請が受理されてから1週間以内。指定確認検査機関に申請される場合は工事完了日または当該申請の受理日のいずれか遅い日から1週間以内）。
現場検査は確認申請書（設計図書を含む）の記載内容通りに工事が行われているかを、原則 目視やメジャー（スケール、コンベックスともいう）による計測によって行う。
現場検査時に目視できない隠蔽部等の部分について、破壊検査や超音波等を用いた非破壊検査は通常行わない。
隠蔽部についての検査員の法適合性確認は、完了検査申請書4面（工事監理の状況）、工事施工写真、各種試験資料等の工事監理者の申告資料によって行われる。つまり、現場で直接見ることができる部分については、第三者である検査員が客観的にチェックを直接行うが、現場で直接見ることができない部分については、上記の申告資料に"虚偽は無い"ことを前提にして書類に不備がないかをチェックし、これらを特殊な機器を用いて"本当に虚偽が無いかどうか"まで主体的に検査を行うことは無い。
また、法7条の5（検査の特例）の規定により、一部の建築物（法6条1項四号や法68条の20に規定される建築物）の現場検査においては、特定の規定（建築基準法施行令10条に列挙される条文）については検査は不要とされているため、現場で施工完了していなくても問題は無い。なおこれらの建築物の現場での隠蔽部の検査方法については上記と同様である。
現場検査の結果、確認申請書（設計図書を含む）の記載内容通りに工事が行われているかを確認できなかった場合（事前に申告されていない変更箇所があった場合や、施工完了していなかった場合等）、「検査済証を交付できない旨の通知書」が交付され、追加説明書等が求められることがある。
この場合、追加説明書等が審査され、建築基準法への適合性が確認されれば検査済証が交付される。
場合によっては再度現場検査を行うこともある。